# Tex Carrefour
Pour les articles homonymes, voir Tex.
Tex est une marque de prêt-à-porter du groupe Carrefour, créée en 1981. Il s'agit de la première marque de vêtements d'une marque de distributeur en France.

## Historique
Une partie de la fabrication des vêtements est effectuée au Bangladesh. En 2013, les conditions de travail étant très difficiles, le groupe Carrefour a signé un accord pour les améliorer,. En 2018, les conditions de travail semblent s'être grandement améliorées.
La marque se décline en fonction de ses différentes cibles consommateurs. On trouve ainsi Tex Home pour la maison, Tex Bio pour les produits issus de l'agriculture biologique, Tex Baby pour les bébés, Tex Basic pour les produits d'entrée de gamme.

## Collaborations
- Kenzo Takada, 2015 [6]
- Kids United, 2017 [7]
- Mimi Lou, 2019 [8]

## Engagements
En 2019, la marque Tex s'engage dans le Fashion Pact avec 60 autres marques pour promouvoir une mode plus responsable.
La marque s'engage dans le développement d'une filière de coton Bio durable avec des partenaires indiens.